# Humphry Davy
Sir Humphry Davy FRS MRIA (Penzance, Cornualla, 17 de desembre de 1778 - Ginebra, 29 de maig de 1829), va ser un físic i un químic eminent, membre de la Royal Society.
El 1807 i el 1808, va aïllar el sodi, el potassi, el bari, l'estronci, el calci i el magnesi mitjançant l'electròlisi. També és l'inventor del llum de seguretat de malla metàl·lica per als miners, conegut com el llum Davy, per a la prevenció d'explosions a causa del grisú.

## Biografia

### Família
Davy va néixer a Penzance a Cornualla el 17 de desembre de 1778. El Registre de l'Església Parroquial de Madron apunta: Humphry Davy, fill de Robert Davy, batejat a Penzance el 22 gener 1779. Robert Davy era un tallador de fusta a Penzance i practicava el seu art per plaer més que per benefici. Procedent d'una antiga família (els monuments als seus avantpassats a l'església de Ludgvan daten de 1635), esdevingué propietari d'un patrimoni modest. La seva dona, Grace Millet, pertanyia a una família rica i antiga, però que havia patit capgiraments de fortuna. Els pares d'aquest últim van morir a poques hores l'un de l'altre d'una forta febre, i la Grace i les seves dues germanes van ser adoptades per John Tonkin, un eminent cirurgià de Penzance. Robert Davy i la seva dona eren pares de cinc fills, dos nois, Humphry, el més gran, i Jean, a més de tres noies.
Als 9 anys va haver d'anar a viure amb el pare adoptiu de la seva mare. El seu tutor era cirurgià i, posteriorment, el va aconsellar que entrés a treballar a un establiment local de farmàcia on va aprendre química de manera autodidacta. També va aprendre francès gràcies a un sacerdot refugiat de la Revolució Francesa. Davy va llegir el Traité Élémentaire de Lavoisier en la seva versió original i això el va decidir a orientar la seva carrera cap a la química.

### Joventut
Durant la infància de Davy, la família es va traslladar de Penzance a Varfell, un llogaret de la ciutat de Ludgvan. El jove va passar el seu temps en part amb els seus pares i en part amb Tonkin, que el va col·locar en una escola preparatòria dirigida per un tal Sr. Bushell, però aquest últim va quedar tan impactat pel progrés del nen que va convèncer el seu pare perquè l'enviés a una escola d'un nivell més alt. Quan encara era jove, Davy es va inscriure a l'escola secundària de Penzance, després es va confiar al reverend J. C. Coryton. Moltes anècdotes mostren que Davy era un nen precoç, dotat d'una memòria notable i singularment ràpid per adquirir coneixements dels llibres. Se sentia particularment atret per Pilgrim i li agradava llegir-ne la història. Amb prou feines tenia vuit anys quan va aplegar nois joves al seu voltant a la plaça del Mercat i, dempeus sobre un carro, els va parlar de l'última lectura que havia fet. El folklore d'aquesta remota regió el va atreure tant que es va convertir, com ell mateix deia, un contacontes. «Els aplaudiments dels meus companys em van recompensar pels càstigs que m'havia merescut la meva mandra». Aquestes circumstàncies van desenvolupar en ell un gust per la poesia.
Al mateix temps, es va desenvolupar en ell un gust per les ciències experimentals. Ho devia principalment a un membre de la Societat d'Amics anomenat Robert Dunkin, un guarnicionista, un home amb una ment original i un interès per les coses més variades. Per ell mateix, Dunkin havia construït una màquina elèctrica, bateries voltaiques i ampolles de Leyden, i havia fet models per il·lustrar els principis de la mecànica. Utilitzant aquests dispositius, va ensenyar a Davy els conceptes bàsics de la ciència. Com a professor a la Royal Institution, Davy va repetir molts experiments enginyosos que el seu mestre quàquer li havia ensenyat. Deixant l'escola de Penzance, Davy va anar a Truro el 1793 i va completar els seus estudis sota el Rev. D Cardew, que va escriure, en una carta a Davies Gilbert: «No us vaig ser capaç de discernir les facultats per les quals s'havia d'haver distingit tant. —va dir el mateix Davy: Considero una sort per a mi que em deixés molt a mi mateix quan era petit, i que no se'm va imposar cap pla d'estudis concret... El que sóc, m'ho he fet sol».
Després de la mort del pare de Davy el 1794, Tonkin va fer d'aprenent del nen a John Bingham Borlase, un cirurgià de Penzance que tenia una gran clientela. El contracte d'aprenentatge és del 10 febrer 1795. Va ser a l'oficina del farmacèutic on Davy es va convertir en químic i un àtic a la casa de Tonkin va acollir les seves primeres operacions químiques. Els amics de Davy repetien sovint: «aquest jove Humphry és incorregible. Ens farà volar a tots pels aires» i la seva germana gran es va queixar del dany que les substàncies corrosives feien als seus vestits .
S'ha parlat molt de Davy com a poeta i John Ayrton Paris diu que els seus versos «porten la marca d'un geni superior». La primera obra que es conserva, Els fills del geni, porta la data de 1795. Els poemes produïts en els anys següents, especialment On the Mount's Bay i St. Michael's Mount, són versos descriptius agradables, que mostren sensibilitat, però sense imaginació poètica real. Davy va abandonar ràpidament la poesia per a la ciència. Als 17 anys, mentre escrivia versos en honor al seu primer amor, estava discutint el problema de la materialitat de la calor amb el seu amic quàquer. Va portar Dunkin al riu Larigan per mostrar-li que la fricció de dues plaques de gel alliberava prou energia per fondre-les però que, si s'aturava el moviment, les peces es tornarien a congelar i tornarien a reunir. Va ser, en forma rudimentària, l'inici d'un experiment similar que Davy havia de dur a terme més tard a la sala de conferències de la Royal Institution i que va cridar una atenció considerable.

### Interessos primerencs per la ciència
Després d'haver vist per casualitat a Penzance el jove Davy balancejant-se descuidament a la casa del Dr. Borlase, Davies Giddy va parlar amb ell i, interessat en la seva conversa, li va oferir l'ús de la seva biblioteca i el va convidar a casa seva a Tredrea. Això li va permetre presentar-se al D Edwards, que aleshores residia a Hayle Copper House, i també donava conferències de química a St. Hospital Bartomeu. Aquest últim va autoritzar Davy a utilitzar l'aparell al seu laboratori, i sembla que va cridar la seva atenció sobre les rescloses del port de Hayle que s'estaven deteriorant ràpidament a causa del contacte del coure i el ferro sota la influència de l'aigua del mar. Encara no es coneixia la galvanització, però el fenomen va preparar més tard la ment de Davy per als seus experiments sobre el recobriment de coure dels vaixells. Gregory Watt, el fill de James Watt, que s'allotjava a Penzance per motius de salut i es va quedar amb la Sra. Davy, es va convertir en amic del seu fill i li va donar classes de química. Davy també va fer un conegut útil, el dels Wedgwood, que van passar un hivern a Penzance.
El Dr. Thomas Beddoes i el professor Hailstone estaven involucrats en una discussió geològica sobre els mèrits de les dues hipòtesis rivals del plutonisme i el neptunisme. Junts van fer un viatge per examinar la costa còrnica en companyia de Davies Gilbert, i així va ser com van conèixer Davy. Beddoes, que recentment havia creat una Institució Pneumàtica, i necessitava un ajudant per dirigir el laboratori. Gilbert va recomanar Davy per a la feina, i el 1798 Gregory Watt va mostrar a Beddoes «la recerca del jove sobre la calor i la llum» que va publicar posteriorment al primer volum de West-Country Contributions. Hi va haver llargues discussions dirigides principalment per Gilbert. Sra. Davy i Borlase van acceptar la marxa d'en Davy, però a Tonkin li hauria agradat instal·lar-lo a la seva ciutat natal com a cirurgià, però va canviar la seva intenció quan es va adonar que Davy volia acompanyar D Beddoes.

### La Institució Pneumàtica
El 2 octubre 1798, Davy es va incorporar a la Pneumatic Institution de Bristol, establerta per estudiar els poders mèdics de les atmosferes i els gasos creats artificialment, i se li va encarregar la supervisió dels diferents experiments. L'acord entre el Dr. Beddoes i Davy va ser molt generós, fins al punt que Davy va poder renunciar a tots els drets sobre la seva herència paterna a favor de la seva mare. No tenia cap intenció de renunciar a ser metge, i encara estava decidit a estudiar i cursar els seus graus a Edimburg. Es va dedicar enèrgicament al treball de laboratori i va començar una llarga amistat amb la Sra. Anna Beddoes que li va servir de guia per a les seves excursions i va assenyalar allò que era interessant a la localitat. Durant la seva estada a Bristol, Davy va conèixer el comte de Durham, que per raons de salut s'havia convertit en membre resident de la Institució Pneumàtica, així com Samuel Taylor Coleridge i Robert Southey. El desembre de 1799 Davy va anar a Londres per primera vegada, i va ampliar significativament el seu cercle de contactes.
El mateix any es va publicar el primer volum de les Col·leccions de West-Country. La meitat del volum constava d'assajos de Davy: Sobre la calor, la llum i les combinacions de llum, i Teoria de la respiració. El 22 de febrer de 1799 Davy va declarar en una carta a Davies Gilbert: «Ara estic tan convençut de la inanitat de la teoria calòrica com de l'existència de la llum». En una altra carta del 10 d'abril, li va escriure: «Ahir vaig fer un descobriment que demostra la necessitat de repetir experiments. El gas òxid de nitrogen (gas del riure) és perfectament respirable quan és pur. Mai és perjudicial, tot i que és un gas nitrogenat. Vaig trobar una manera de fer-lo pur». Després va afegir que havia inhalat setze quarts durant gairebé set minuts i «em va intoxicar completament». Durant aquest any, Davy va publicar les seves investigacions, químiques i filosòfiques, principalment sobre l'òxid nitrós i la seva respiració. Anys més tard Davy es va lamentar d'haver publicat un dia aquestes hipòtesis prematures, que ell mateix va descriure més tard com «somnis d'un geni mal utilitzat que la llum de l'experiència i l'observació mai no ha conduït a la veritat» .
Primer col·locat amb un farmacèutic, va fer uns quants descobriments, va ser cridat a Londres on va donar amb èxit lliçons de química a la institució reial creada per Rumford, i després va ser encarregat d'ensenyar l'aplicació de la química a l'agricultura. El 1803 esdevé membre de la Royal Society de Londres, i el 1820 president d'aquesta societat.
A partir de 1810, va donar nombroses conferències experimentant amb l'acció fisiològica de certs gasos, en particular el gas de la risa. Arran d'un accident que li va ferir l'ull esquerre, va contractar com a ajudant el jove Michael Faraday, amb qui va fer nombrosos viatges científics.
La Royal Society li va concedir la Medalla Copley el 1805, després la Medalla Rumford el 1816. Va ser guardonat amb la Medalla Reial el 1827. La medalla Davy, establerta per la Royal Society el 1877, va ser anomenada així en el seu honor.
Va ser nomenat cavaller el 9 d'abril de 1812.
Li devem diversos descobriments importants, inclosos els de les propietats eufòriques de l'òxid nitrós (o gas del riure), sintetitzat per Joseph Priestley, de la veritable naturalesa del clor, que es considerava erròniament com un compost, de la formació d'àcids sense oxigen, finalment la de la descomposició de la terra per la bateria galvànica: va ser amb l'ajuda d'aquest nou i potent mitjà d'anàlisi electroquímica que va poder aïllar el potassi, el sodi, el calci i el magnesi.
També li devem els primers experiments d’il·luminació elèctrica desenvolupats l'any 1808 als soterranis de la Royal Institution on va fabricar una pila elèctrica gegant composta per més de 800 piles voltaïques connectades a dos pals de carbó. En unir les varetes, el flux continu de càrregues elèctriques provoca un arc elèctric que provoca una espurna contínua i encegadora.
Humphry Davy és també un dels pares del telègraf elèctric. De fet, va experimentar amb el corrent elèctric per marcar caràcters en paper sucat en una solució electrosensible.

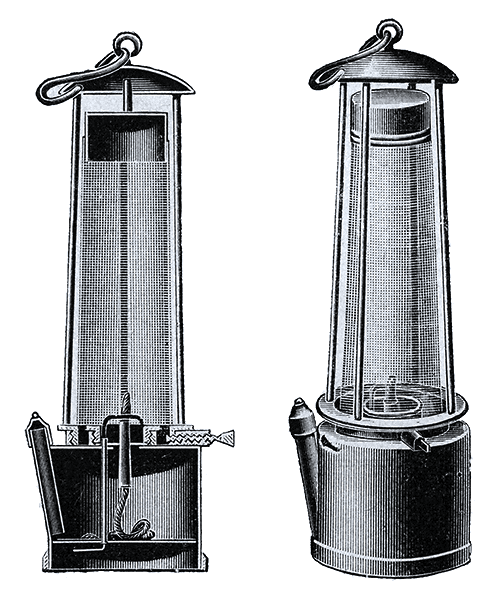
El llum de seguretat, anomenat amb el seu nom, conegut com el llum Davy

També li devem investigacions sobre l'ús dels gasos portats a l'estat líquid com a força mecànica, sobre el doblament dels recipients i, finalment, la invenció d'un llum de seguretat per als miners (1817).
Tenim memòries d'ell sobre temes científics:
- Elements of Chemical Philosophy, 1812
- Elements de química agrícola, 1813 (obra important sobre les aplicacions de la química a l'agricultura, titulada Elements de química agrícola en un curs de conferències per a la junta d'agricultura en-4°, 10 plaques fora de text, agrícola abans dels treballs de Jean-Antoine Chaptal.
- Tractat sobre la pesca, titulat Salmonia, sorgit del seu gust per les sortides de pesca a França ia Itàlia.

El seu germà, John Davy, va publicar els seus Opuscules el 1858 a Londres.

### Aprenent i poeta
Amic i company del fill de James Watt, gràcies a ell va entrar a treballar l'any 1798 amb el doctor Thomas Beddoes de Bristol amb qui va treballar en experiments amb gasos com l'òxid nitrós (l'anomenat gas hilarant). Els experiments es feien directament aspirant els gasos posant sovint en perill la vida de l'investigador. L'ús com a anestèsic de l'òxid nitrós ja va ser apuntat com una observació per Davy, però fins al 1844 el dentista estatunidenc Horace Wells no el va utilitzar en les extraccions dentals.
A partir de 1800 Davy es va interessar per l'electricitat a través de l'ús en la descomposició de l'aigua de la recent descoberta pila de Volta i ja va relacionar correctament la química amb l'electricitat.
Benjamin Thompson, Comte de Rumford, va nomenar el 1801 Humphry Davy professor ajudant de química (professor titular a partir de 1802) de la Royal Institution (creada el 1799), on va tenir gran èxit com a conferenciant sobre qüestions científiques que anaven dirigides a un públic burgès i de l'alta societat. Aquestes conferències estaven meticulosament preparades per Davy, per aconseguir un efecte espectacular en el públic.
La manca de preparació acadèmica (va ser el representant dels darrers científics autodidactes) i l'interès dirigit només a l'èxit social (va rebre els títols de Sir i Baronet a més de ser elegit president de la Royal Society) van fer que no desenvolupés totalment les seves capacitats científiques.
Va nomenar Michael Faraday l'any 1812 com a ajudant seu en la Royal Institution, però malgrat això el 1824 va ser l'únic membre de la Royal Society que es va oposar a l'elecció de Faraday com a membre de la institució.
La làmpada Davy de seguretat en les mines, segurament amb la intervenció de Faraday, va ser un invent reeixit.
Morí probablement d'un atac de cor i amb la seva salut deteriorada pels seus experiments.
Va definir de manera precisa un element com la substància que no es pot descompondre mitjançant cap procés químic. Va aïllar i donar nom als elements potassi, sodi i clor utilitzant l'electròlisi. Paradoxalment, Davy rebutjava la teoria atòmica de Dalton i mai no va creure que les substàncies que ell havia descobert fossin elements.